# 珀內特鄉

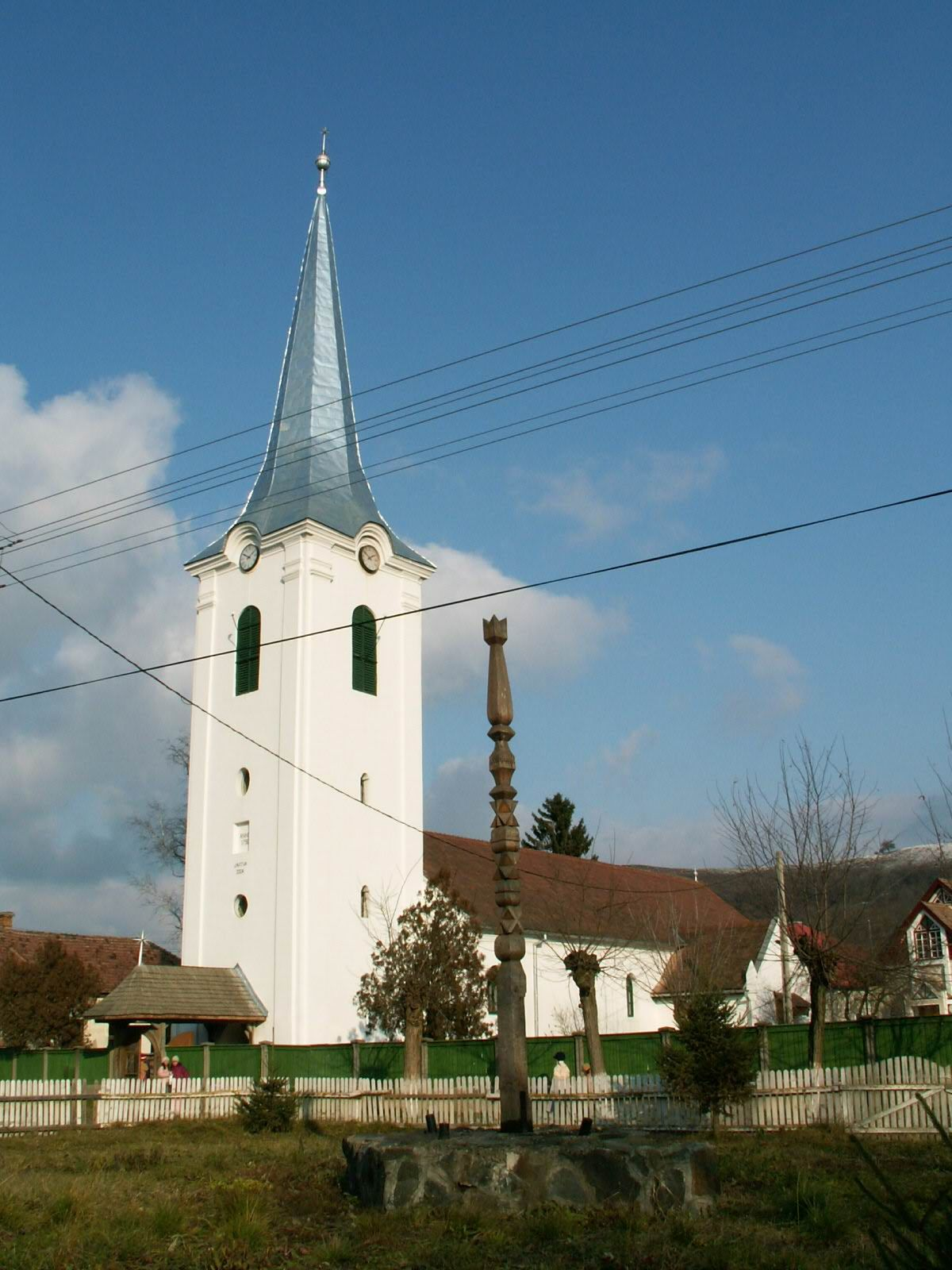

46°33′0″N 24°28′0″E / 46.55000°N 24.46667°E
珀內特鄉（羅馬尼亞語：Comuna Pănet, Mureș），是羅馬尼亞的鄉份，位於該國中部，由穆列什縣負責管轄，面積72平方公里，海拔高度346米，2007年人口6,132，人口密度每平方公里85人。